# Tenero-Contra
Tenero-Contra je obec ve švýcarském kantonu Ticino, okresu Locarno. Žije zde přibližně 3 200 obyvatel.

## Geografie
Tenero-Contra leží na břehu jezera Lago Maggiore, asi 4 kilometry severovýchodně od Locarna. Jezero Lago di Vogorno leží nad Tenerem v údolí Valle Verzasca. Vesnicí protéká také řeka Verzasca.
Sousedními obcemi jsou Minusio, Brione, Mergoscia a Gordola.

## Historie

Contra, letecký pohled (1953)

První zmínka o obou vesnicích pochází z roku 1235 pod názvy Tendero a Contra. Ve středověku a raném novověku tvořili obyvatelstvo Tenera především nájemci, kteří obhospodařovali rozsáhlé statky vrchnosti z Locarna, zatímco Contra tvořila vesnickou komunitu.
Do roku 1898 patřilo Tenero k farnosti Gordola, od roku 1903 k farnosti Contra a v roce 1921 se osamostatnilo. V roce 1928 byl v Contaru postaven farní kostel sv. Pietra a Vincence byl přestavěn v letech 1742–1761. V letech 1921–1940 byla Contra, která byla vždy samostatnou farností, podřízena farnosti Tenero. Farní kostel San Bernardo, doložený od 15. století, byl naposledy renovován v roce 2004. Významná je také kaple Beata Vergine della Fraccia ze 17. století, v jejíž blízkosti stála opevněná zeď a stejnojmenná věž ze 14. století, které dnes již zanikly. Obě byly součástí prvního hradebního okruhu hradu Locarno. Od středověku byla Contra centrem okolí, v 19. století se stala sídlem politické moci a obecního úřadu. Ten byl v roce 1910 přesunut do Tenera a v roce 1914 dostala obec svůj současný název.
V roce 1921 postavila Švýcarská národní nadace v Teneru sanatorium s farmou, které bylo v roce 1963 přestavěno na národní sportovní centrum mládeže a od roku 2001 na odbornou školu pro vrcholové sportovce. Do roku 1970 měla Contra vlastní základní školu a od roku 1975 sídlí v budově školy v Teneru mateřská a základní škola.

## Obyvatelstvo

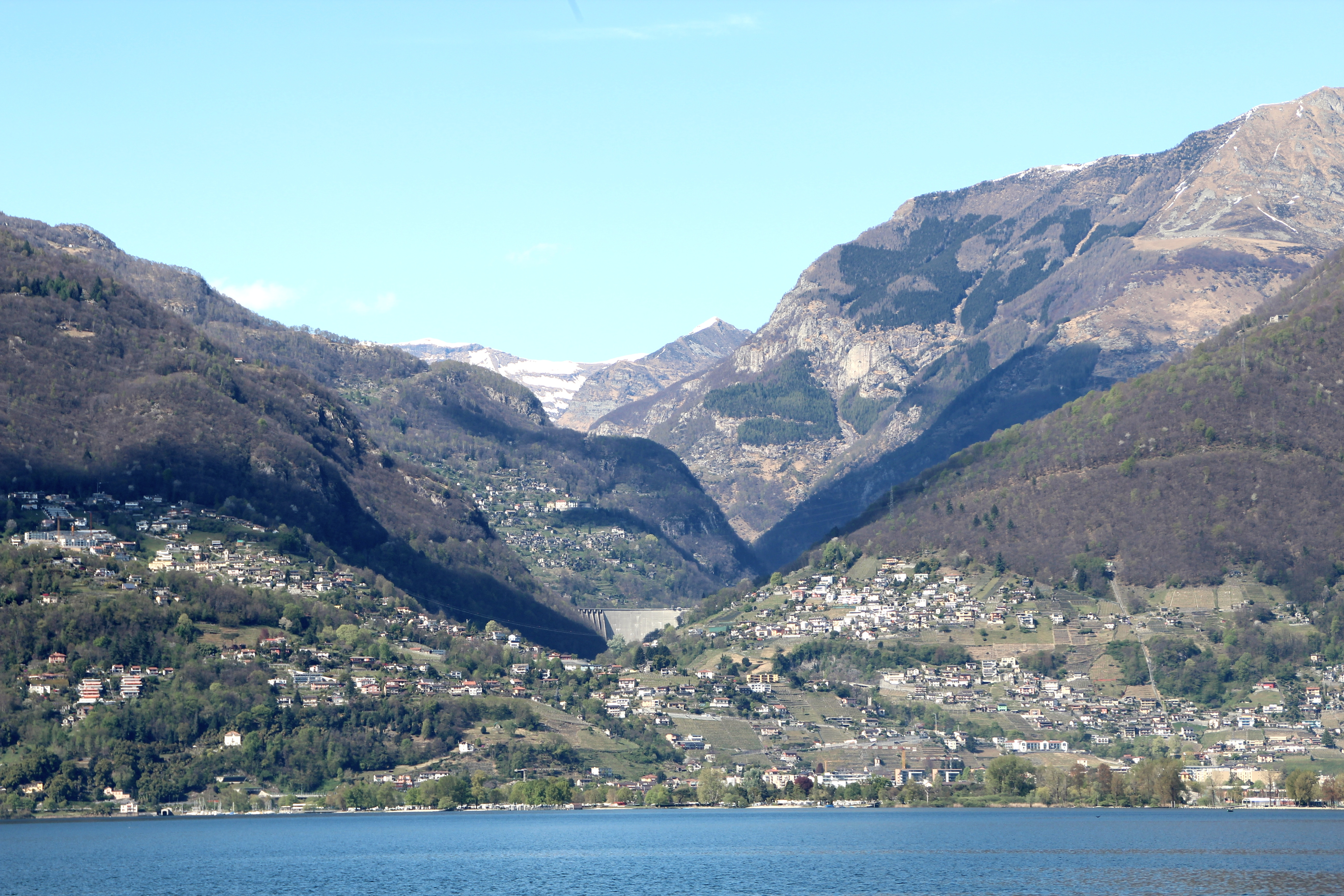
Tenero-Contra, v pozadí údolí Valle Verzasca

| Rok            | 1850 | 1900 | 1950 | 1970 | 2000 | 2010 | 2011 | 2012 | 2013 | 2020 |
| Počet obyvatel | 198  | 557  | 966  | 1690 | 2295 | 2600 | 2659 | 2660 | 2751 | 3201 |

## Hospodářství a sport

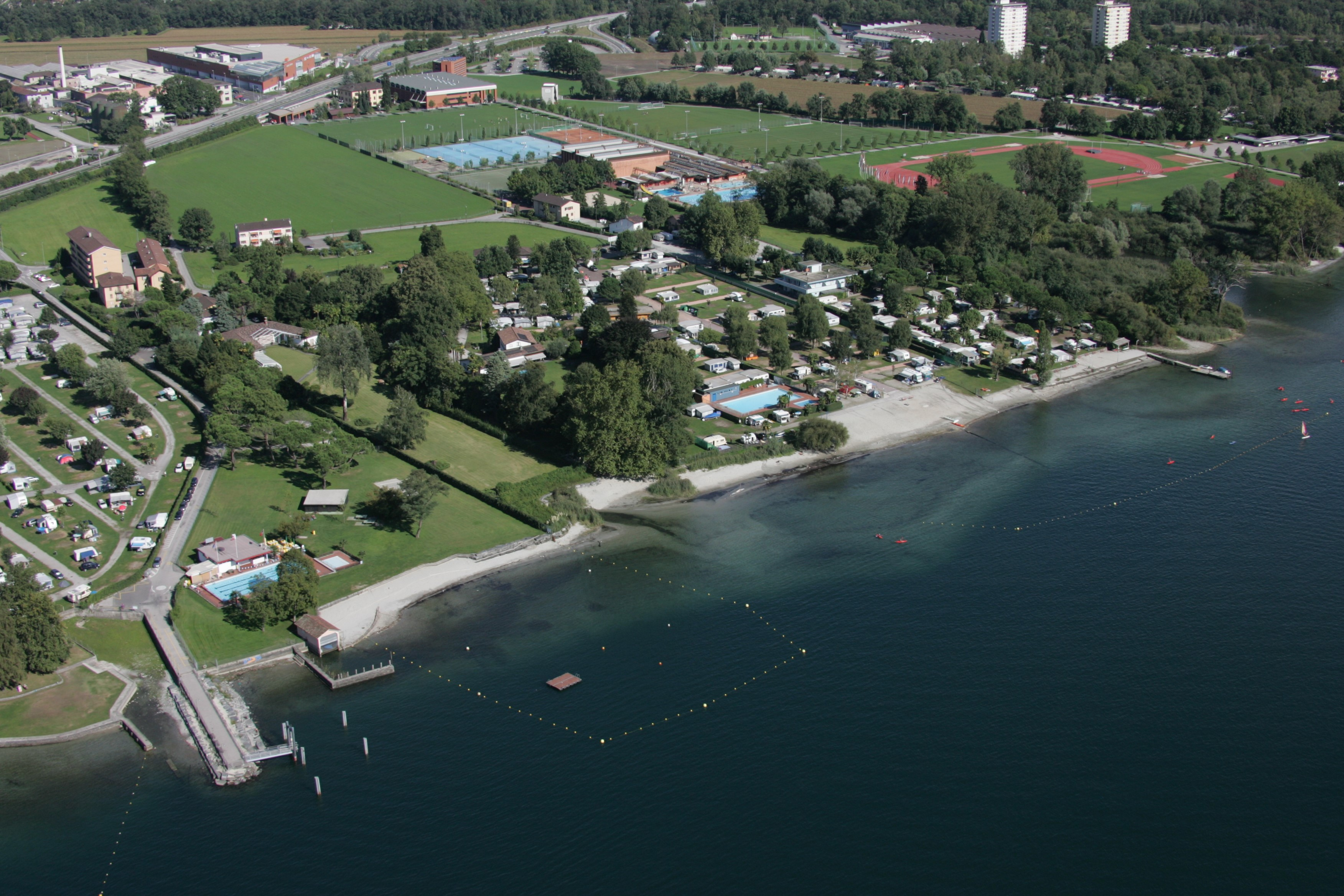
Sportovní centrum CST v Teneru

Až do 19. století bylo hlavní činností zemědělství a chov dobytka. Poté zaznamenalo Tenero značný hospodářský a demografický růst. Přispěla k tomu jeho poloha na dopravní ose a železniční trati Locarno–Bellinzona, žulový průmysl, vodní elektrárna otevřená v roce 1908, racionalizace zemědělství a od 50. let 20. století rozvoj cestovního ruchu. Papírna, kterou v roce 1853 otevřel Tomaso Franzoni a která byla uzavřena v roce 2006, zaměstnávala v 50. letech 20. století více než 200 lidí. Naproti tomu v Contře, kde se stavělo stále více rekreačních bytů, počet obyvatel klesal.
Díky své poloze na přechodu z Magadinské nížiny do jezera Lago Maggiore zde podél jezera vzniklo kempové centrum se sedmi kempy. Vedle něj se nachází Centro sportivo nazionale della gioventù (zkráceně Centro Sportivo Tenero, CST), sportovní a tréninkové centrum provozované švýcarským Spolkovým úřadem pro sport. Toto sportovní centrum využívala německá fotbalová reprezentace jako tréninkové zařízení během mistrovství Evropy ve fotbale v roce 2008.
V obci se konalo mistrovství světa juniorů v orientačním běhu v roce 2005.

## Doprava
Obcí prochází trať SBB s normálním rozchodem z Bellinzony, navazující na Gotthardskou dráhu. Regionální vlaky na lince Locarno–Bellinzona/Lugano obsluhují zastávku Minusio v pravidelných intervalech. Jezdí zde také autobusová linka Bellinzona–Locarno a spojení s okolními obcemi zajišťuje autobusová linka Tenero–Locarno dopravce Ferrovie autolinee regionali ticinesi (FART).

## Osobnosti
- Marino Marini (1901–1980), italský malíř a sochař, žil v obci v exilu za 2. světové války
- John Carew Eccles (1903–1997), australský psycholog, žil a zemřel ve vesnici Contra